# Liên Trường
Liên Trường là một xã thuộc huyện Quảng Trạch, tỉnh Quảng Bình, Việt Nam.

## Địa lý
Xã Liên Trường nằm ở phía tây nam huyện Quảng Trạch, có vị trí địa lý:
- Phía đông giáp các xã Quảng Lưu, Quảng Phương và Quảng Thanh
- Phía tây giáp xã Cảnh Hóa
- Phía nam giáp thị xã Ba Đồn và xã Phù Hóa
- Phía bắc giáp xã Quảng Thạch.

Xã Liên Trường có diện tích 25,80 km², dân số năm 2019 là 6.910 người, mật độ dân số đạt 268 người/km².

## Lịch sử
Tên của xã được ghép từ tên của hai xã cũ là Quảng Liên và Quảng Trường.
Địa bàn xã Liên Trường trước đây là hai xã Quảng Liên và Quảng Trường thuộc huyện Quảng Trạch.
Trước khi sáp nhập, xã Quảng Liên có diện tích 18,19 km², dân số là 3.817 người, mật độ dân số đạt 210 người/km², có 6 thôn: 1, 2, 3, 4, 5, 6. Xã Quảng Trường có diện tích 7,61 km², dân số là 3.093 người, mật độ dân số đạt 406 người/km².
Ngày 10 tháng 1 năm 2020, Ủy ban Thường vụ Quốc hội ban hành Nghị quyết số 862/NQ-UBTVQH14 về việc sắp xếp các đơn vị hành chính cấp xã thuộc tỉnh Quảng Bình (nghị quyết có hiệu lực từ ngày 1 tháng 2 năm 2020). Theo đó, sáp nhập toàn bộ diện tích và dân số của hai xã Quảng Liên và Quảng Trường thành xã Liên Trường.